# Hemistyela pilosa
Hemistyela pilosa is een zakpijpensoort uit de familie van de Pyuridae. De wetenschappelijke naam van de soort is voor het eerst geldig gepubliceerd in 1955 door Millar.